# Allotinus melos
Allotinus melos är en fjärilsart som beskrevs av Druce 1896. Allotinus melos ingår i släktet Allotinus och familjen juvelvingar. Inga underarter finns listade i Catalogue of Life.